# Arnošt Grund (pěvec)
Arnošt Grund (vlastním jménem Arnošt Hauschild, 8. března 1844 Praha – 20. prosince 1918 Praha) byl český koncertní a operní pěvec.

## Život

### Mládí
Narodil se v Praze, vyučil se zlatníkem, ale od mládí tíhl k hudbě a zpěvu, v Košířích a na Smíchově v mládí hrál ochotnické divadlo.

### Pěvecká dráha
Roku 1863 se stal elévem pražského Prozatímního divadla, kde v únoru 1865 zaujal vedení divadla výkonem ve frašce Osudná noc masopustní, v níž ztvárnil úlohu Juliana. Po tomto úspěchu začal studovat zpěv u Františka Pivody, téhož roku byl přijat do stálého operního souboru pod vedením ředitele divadla Jana Maýra. Mj. roku 1866 účinkoval v premiérovém uvedení opery Bedřicha Smetany Braniboři v Čechách.
Působil zde až do roku 1868, následně přijal krátké angažmá ve Vídni, poté se nakrátko vrátil opět do Prahy, ale počátkem roku 1870 pak vyrazil na koncertní turné po Německu: vystoupil mj. v Berlíně, Vratislavi, v Brémách, Hamburku, Darmstadtu, Koblenci, Štětíně, Štrasburku a dalších městech. Do Čech se vrátil roku 1877, nestále potom působil v Prozatímním, a později v Národním divadle až do roku 1882, kdy oficiálně ukončil pěveckou kariéru.
V letech 1889 až 1895 byl členem činoherní divadelní společnosti Vendelína Budila z Plzně, po nějakou dobu také působil jako divadelní režisér v chorvatském Záhřebu, tehdejší součásti Rakouska-Uherska,

### Úmrtí
Arnošt Grund zemřel 20. prosince roku 1918 v Praze ve věku 74 let.

### Rodina
Byl ženat s Boženou Görlickou, jež byla rovněž herečkou. Syn Arnošt Grund mladší byl divadelní a posléze filmový herec, scenárista a režisér působící v Chorvatsku, který se stal průkopníkem chorvatského filmu.